# Jon Gjønnes
Jon Gjønnes (Brevik, 1931) foi um físico norueguês, especialista em cristalografia.
Gjønnes estudou na Universidade de Oslo. Em sua homenagem a União Internacional de Cristalografia fundou a Medalha Gjønnes em Cristalografia Eletrônica.

## Condecorações
- 2008 Medalha Gjønnes em Cristalografia Eletrônica